# سوزان مارویل
سوزان مارویل (چکی: Suzanne Marwille؛ ۱۱ ژوئیهٔ ۱۸۹۵ – ۱۴ ژانویهٔ ۱۹۶۲) بازیگر اهل اتریش-مجارستان بود.
از فیلم‌ها یا مجموعه‌های تلویزیونی که وی در آن‌ها نقش داشته‌است، می‌توان به خواهر آنجلیکا اشاره نمود.